# Appello Cristiano Democratico
Appello Cristiano Democratico (in olandese Christen-Democratisch Appèl, CDA) è un partito politico olandese di orientamento cristiano democratico fondato nel 1980. Esso si è affermato dalla confluenza di tre distinti soggetti politici:
- il Partito Popolare Cattolico (Katholieke Volkspartij; KVP);
- l'Unione Cristiana-Storica (protestante, Christelijk-Historische Unie; CHU);
- il Partito Anti-Rivoluzionario (protestante, Anti-Revolutionaire Partij; ARP).

## Storia

### Prima del 1980
Fin dal 1880 l'ARP ed il KVP collaborarono attivamente in parlamento, anche per difendere la libertà d'insegnamento e la possibilità di costituire scuole confessionali - il nome del primo di questi due, il Partito Anti-Rivoluzionario, rievoca proprio questa impostazione anti-secolarista. Il CHU nacque solo nel 1894 per iniziativa di alcuni protestanti fuoriusciti dall'ARP, che non condividevano i rapporti tra Paesi Bassi e Santa Sede. Ciò nonostante dal 1918 i tre partiti ebbero in parlamento la maggioranza dei deputati e due, su tre, presero quasi sempre parte ai vari governi.
Dopo la seconda guerra mondiale i partiti cristiani confermarono il proprio peso, e ancora nel 1963 ottenevano il 51% dei suffragi. La società olandese cominciava però a secolarizzarsi; grazie alle aperture cattoliche del Concilio Vaticano II, diedero vita alla Commissione dei 18 (sei per ogni partito), un "pensatoio", con il compito di delineare comuni linee di azione, ma continuarono a perdere voti e alle elezioni del 1972 i tre partiti raccolsero solo il 32% dei voti. Questo calo fu dovuto anche dalla nascita, nel 1968, del Partito Politico dei Radicali (PPR), che raccolse sia la sinistra cattolica che quella protestante e che poi confluì nel partito Sinistra Verde.

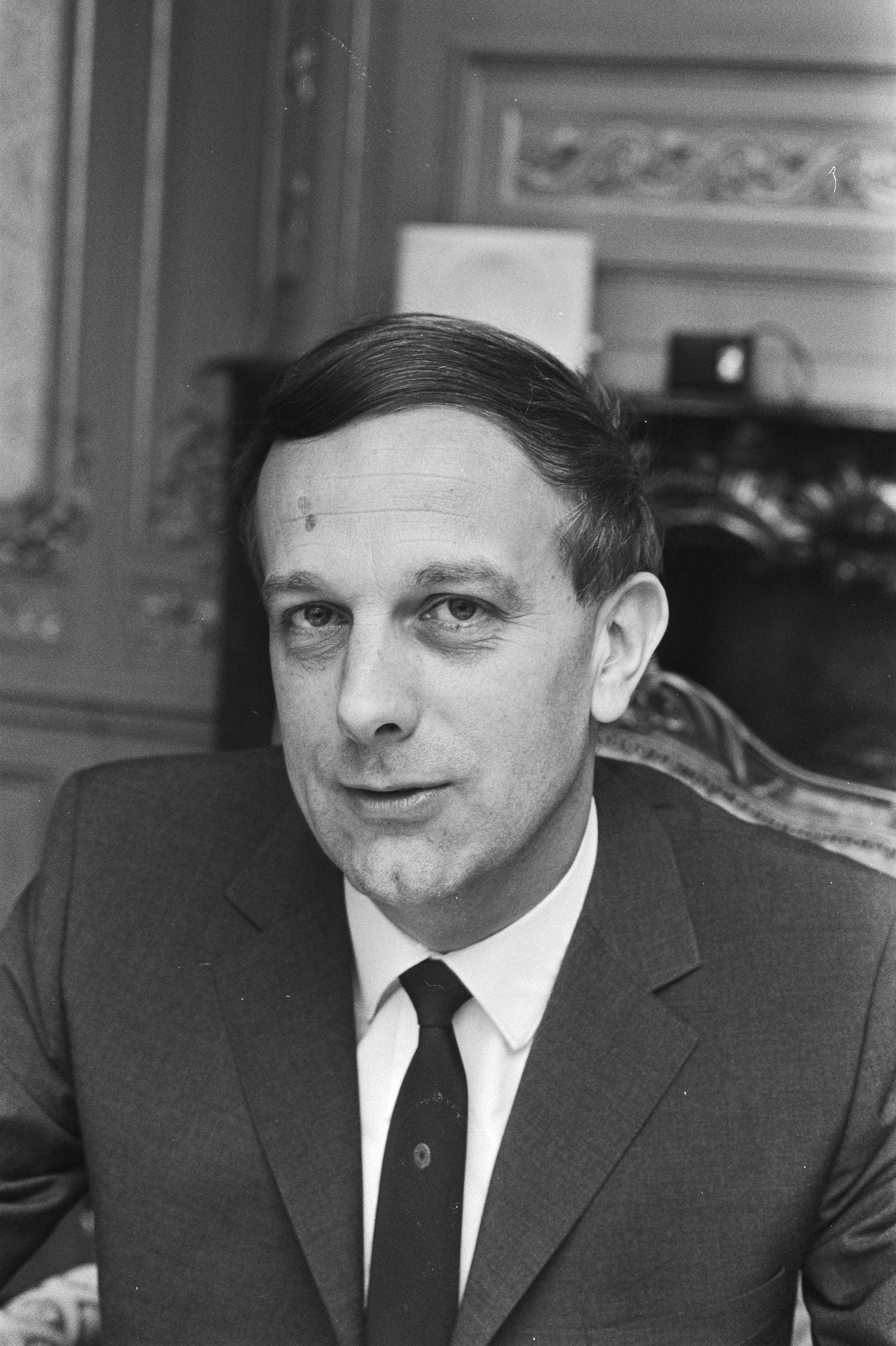
Piet Steenkamp, fondatore e presidente dal 1973 al 1980

Nel 1973 i tre partiti diedero vita ad un federazione e ad un unico gruppo parlamentare, presero anche parte al governo del socialdemocratico Den Uyl, che però rifiutò ministri del CHU. Questo rifiuto rese più tesi i rapporti in seno alla federazione. Nelle elezioni del 1977 i tre partiti mantennero invariati i propri consensi; in seguito al fallimento delle trattative con i socialdemocratici, si accordarono con i liberali conservatori per formare un governo, a cui capo vi fu Dries van Agt del KVP. L'inatteso governo con i liberali determinò la frattura tra progressisti e conservatori in seno alla federazione: la corrente dei primi fu detta "lealista". Nel 1980 i partiti si fusero nell'Appello Cristiano Democratico (CDA).

### Dal 1980
Dopo le elezioni del 1981 il CDA non poté continuare nell'alleanza con il VVD e formò quindi una coalizione con i socialdemocratici del PvdA; Van Agt divenne nuovamente primo ministro, ma il governo durò appena un anno. Alle elezioni del 1982 il CDA fu guidato da Lubbers che portò il partito alla vittoria e ad un governo con il VVD. Il governo di centro-destra fu riconfermato nel 1986. In questi anni il governo si impegnò nella riforma delle pensioni e nella liberalizzazione dei servizi pubblici. Nelle elezioni del 1989 il CDA mantenne i consensi delle elezioni precedenti, ma visto il non brillante risultato del VVD fu costretto a dar vita al terzo governo Lubbers, questa volta di centro-sinistra, con il PvdA. Nelle elezioni del 1994 il CDA scese al 22,23% a causa delle sue divisioni interne. Fu quindi creata una coalizione che escludeva il CDA; per la prima volta dal 1918 si aveva una coalizione governativa senza un partito confessionale. Nelle elezioni del 1998 il partito raggiunse il suo minimo storico, scendendo al 18,37%. Nonostante ciò, le elezioni del 2002 punirono duramente la coalizione al governo ed il CDA, in quanto all'opposizione, ne beneficiò guadagnando dieci punti percentuali e tornando primo partito olandese. Il CDA diede vita, allora, ad un governo di centro-destra, guidato dal suo leader Jan Peter Balkenende, insieme sia al VVD sia alla Lista Pim Fortuyn. Il governo durò solo pochi mesi; nelle elezioni del 2003 la LPF ridusse fortemente i suoi consensi; il CDA, ancora primo partito, cercò, allora, di dar vita ad un esecutivo con la PvdA, ma non riuscendovi creò un esecutivo "centrista" insieme al VVD e ai Democratici 66 (liberali progressisti).

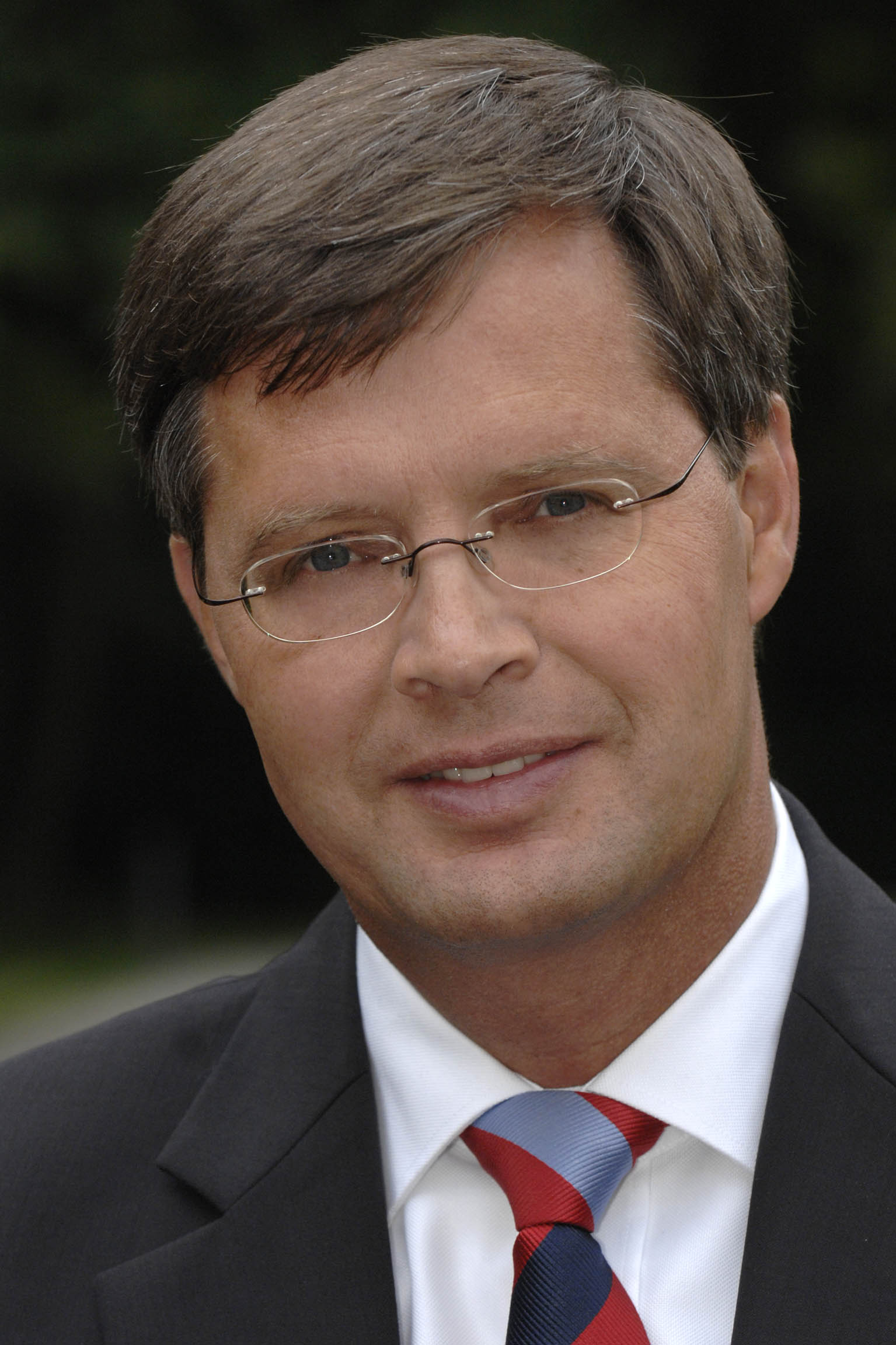
Jan Peter Balkenende, leader del CDA dal 2001 al 2010 e ministro-presidente dei Paesi Bassi dal 2002 al 2010.

Alle elezioni anticipate del 2006 il quadro politico olandese si complicò particolarmente. Nelle elezioni si rafforzò, infatti, il Partito Socialista, il partito più a sinistra, che guadagnò ben 25 seggi, ed ottenne un buon risultato il Partito per la Libertà, liberal-conservatore nato da una scissione dei liberali, che conquistò 9 seggi. Persero consensi tutti i partiti maggiori: il CDA (-3), il PvdA (-10), il VVD (-6) e la Lista Pim Fortuyn che perse la propria rappresentanza in parlamento. Il CDA scese dal 28,62% al 26,51%, ottenendo 41 seggi. Il calo dei democristiani sembra aver avvantaggiato l'Unione Cristiana (CU), socio-conservatori, che con il 2,1% dei voti passò da 3 a 6 seggi. Nonostante il calo dei consensi, il CDA restò comunque il primo partito olandese e tornò a guidare il paese con Balkenende, sostenuto anche dai socialdemocratici del PvdA e dai socio-conservatori della CU.
Le elezioni del 2010 segnarono un ulteriore e forte calo per i democristiani del CDA (- 12,9%), che divennero il quarto partito in Parlamento. A crescere furono i liberali del VVD (+5,8%), i socio-liberali di D66 (+4,9%), gli ecologisti di Sinistra Verde (GL) (+2%), ma soprattutto i liberal-populisti del Partito per la Libertà (+9,4%). Sonora sconfitta la subì anche il Partito Socialista Olandese (-7,7%). Ciò nonostante il CDA entrò a far parte di una coalizione di minoranza con il VVD, sostenuta esternamente dal PVV.
Il 21 aprile 2012 il PVV ritirò il suo appoggio all'esecutivo, provocando la crisi di governo.
Le successive elezioni, nel settembre 2012, sono estremamente negative per il CDA, che conquista appena all'8,51% dei voti (-5,1%) e 13 seggi alla Camera (-8), scivolando in quinta posizione. In tal modo i democristiani sono gradualmente passati dal 28,62% dei consensi del 2003 all'8,51% del 2012 e la perdita di ben 31 seggi.
Nelle elezioni del 2017, dopo cinque anni all'opposizione, i democristiani registrano una discreta ripresa salendo al 12,23%. Il risultato permetterà al CDA di tornare al governo all'interno del terzo esecutivo guidato dal liberale Mark Rutte.
Il CDA mantiene gli stessi numeri per le europee del 2019, stabilizzandosi al 12,18%.
Alle elezioni nazionali del 2021 il partito subisce una nuova flessione, scendendo al 9,50%. Il partito rimane nella coalizione di governo, ancora guidato da Mark Rutte fino alle sue dimissioni nell'estate del 2023.
Il partito subisce quindi la scissione del Nuovo Contratto Sociale (guidato da Pieter Omtzigt), che porta il CDA a prendere appena il 3,31% (5 parlamentari) nelle elezioni tenutesi a novembre 2023 (contro il 12,88% della nuova formazione). Rifiutandosi di collaborare con il PVV di Wilders primo classificato, il CDA si pone quindi all'opposizione del Governo Schoof, e alle elezioni europee del 2024 riesce a risalire al 9,45%.

## Ideologia
Il CDA, pur essendo nato come un partito d'ispirazione cristiana, oggi raccoglie tra i suoi membri anche Ebrei, Musulmani, Indù. Si caratterizza come un partito di centro con tendenze conservatrici essenzialmente in campo etico. Il CDA è contrario alla legalizzazione delle droghe e della prostituzione e chiede una restrizione della legislazione su aborto ed eutanasia.
È membro del Partito Popolare Europeo e dell'Internazionale Democratica Centrista.
A partire dal congresso avvenuto il 21 gennaio 2012, il partito assume posizioni più centriste.
Alcune politiche proposte sono:
- limitazione della cosiddetta deduzione di interessi sui mutui;
- introduzione della flat tax;
- politiche di ecosostenibilità (come l'ecotassa);
- una politica europeista;
- una più amichevole politica sull'immigrazione;
- pari opportunità per tutti;
- più investimenti sull'istruzione superiore;
- una politica sociale moderna.

### Valori principali
Le posizioni di partito del CDA sono in gran parte in linea con quelle di altri importanti partiti democratici cristiani europei. Quattro concetti chiave, che traducono i valori fondamentali della Bibbia, svolgono un ruolo importante:
- Responsabilità estesa: il principio secondo cui la responsabilità per i dettagli della società si basa su persone e organizzazioni diverse e non su un'unica organizzazione. Questo principio assume una maggiore responsabilità personale, in base alla quale l'individuo si assume maggiori responsabilità per la società che lo circonda. Poiché l'individuo non può fare tutto da solo, il CDA crede in una forte società civile con organizzazioni che uniscono gruppi di individui nell'esercizio della responsabilità per un certo aspetto sociale (come i sindacati e le associazioni di datori di lavoro nel campo delle relazioni industriali). In ultima analisi, se la "società" non si adatta più a se stessa, il governo dovrebbe offrire una soluzione. Questo è legato al concetto di sovranità nella propria cerchia. Nei rapporti tra le diverse scale, il CDA applica il principio di sussidiarietà: la responsabilità deve essere quella in cui può essere meglio presa e preferibilmente al livello più basso possibile.
- Giustizia: il principio di giustizia, secondo cui le buone azioni sono premiate e le malvagie punite. Il principio significa anche che tutti devono essere valutati e hanno il diritto di difendersi.
- Solidarietà: il principio secondo cui bisogna prendersi cura delle persone vulnerabili nella società. Il concetto (biblico) di carità si basa su queste basi.
- Cura della terra: il principio che l'uomo deve prendersi cura della terra su cui vive. In pratica, ciò equivale a una buona cura per l'ambiente, ma principalmente implica il dovere nella terra di trasmettere alla prole in condizioni vitali.

#### Come vengono applicati questi valori
In pratica, i valori fondamentali si traducono nelle seguenti posizioni:
Basato sul principio della responsabilità estesa, il CDA è stato a favore di un governo che si è ritirato negli ultimi vent'anni, dando alle persone più spazio per assumersi le proprie responsabilità. In questo, tuttavia, il CDA va meno del VVD, che vuole colmare il "gap" che il governo precedente lascia dietro di sé dal mercato anziché dalle organizzazioni della società civile. Sebbene il CDA non rigetti il capitalismo e sostenga gli sforzi per introdurre più forze di mercato nel settore pubblico, il CDA non vede il mercato come la soluzione definitiva ai problemi in termini di efficienza e relazioni sociali.
Al fine di creare una società in cui le persone sappiano dove si trovano e ricevano rispetto, il CDA attribuisce grande valore al ripristino di norme e valori dal principio di giustizia.
Sebbene il CDA sia stato una delle forze trainanti dell'austerità della sicurezza sociale, il valore fondamentale della solidarietà viene alla luce nel desiderio di mantenere le tasse e le indennità dipendenti dal reddito. Da questo principio, il CDA è, ad esempio, contro l'ulteriore liberalizzazione del mercato degli affitti. Anche il rimborso del debito nazionale in una generazione viene difeso dal punto di vista della solidarietà (verso le generazioni future).
Sulla base del principio di buona amministrazione, il CDA vuole ridurre le emissioni di CO2. Da questo punto di vista, il CDA non si oppone alla generazione di energia nucleare a medio termine. Sulla base del principio di buona amministrazione, il CDA è a favore di norme europee più rigide per quanto riguarda il benessere degli animali.

## Scissioni
- 2023 – Nuovo Contratto Sociale

## Struttura

### Leadership

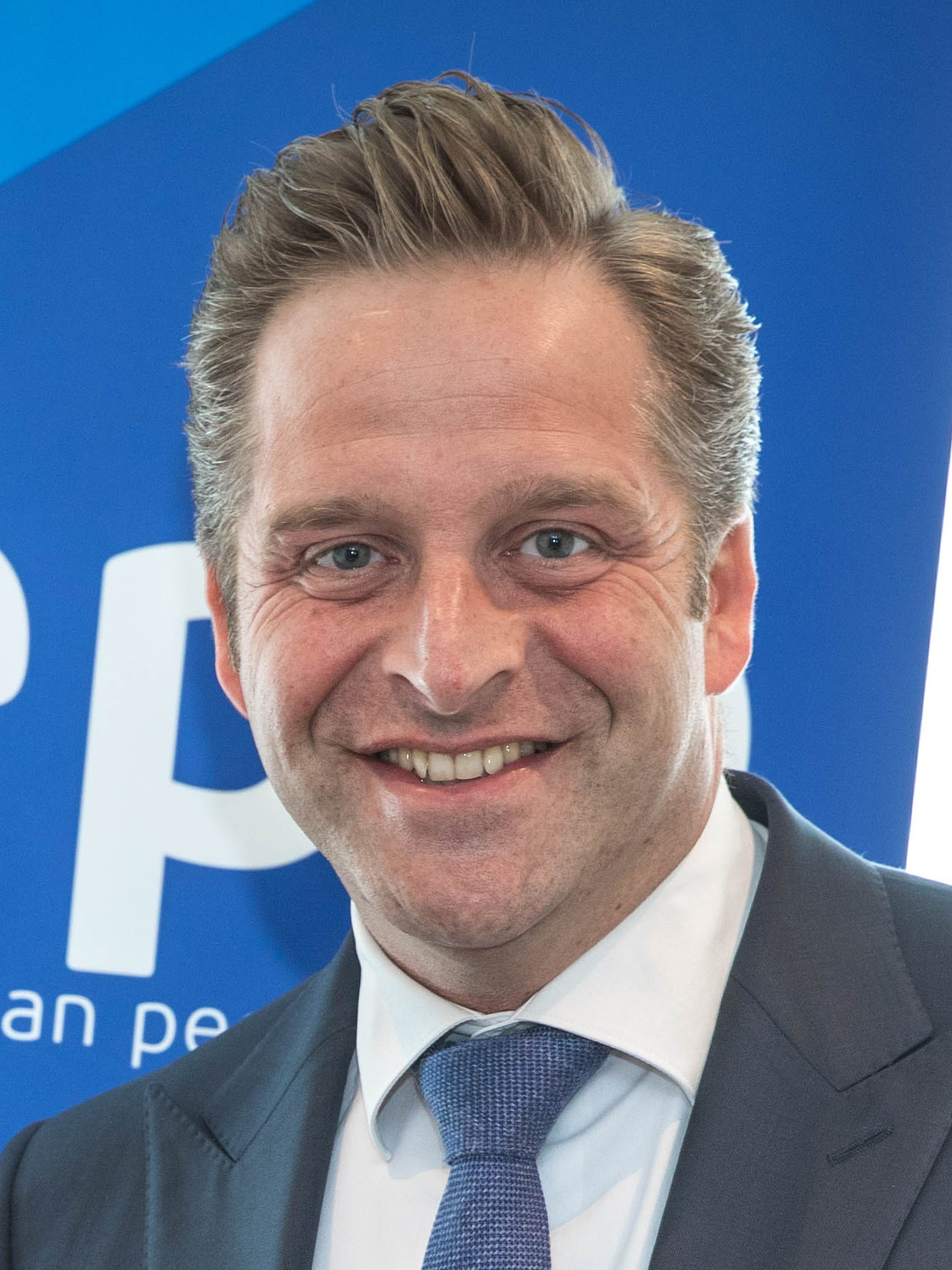
Hugo de Jonge, leader da luglio a dicembre 2020.

#### Leader
- Dries van Agt (10 dicembre 1976 – 25 ottobre 1982)
- Ruud Lubbers (25 ottobre 1982 – 29 gennaio 1994)
- Elco Brinkman (29 gennaio 1994 – 16 agosto 1994)
- Enneüs Heerma (16 agosto 1994 – 27 marzo 1997)
- Jaap de Hoop Scheffer (27 marzo 1997 – 1º ottobre 2001)
- Jan Peter Balkenende (1º ottobre 2001 – 9 giugno 2010)
- Maxime Verhagen (9 giugno 2010 – 30 giugno 2012)
- Sybrand van Haersma Buma (30 giugno 2012 – 22 maggio 2019)
- Hugo de Jonge (15 luglio 2020 – 10 dicembre 2020)
- Wopke Hoekstra (11 dicembre 2020 – 14 agosto 2023)
- Henri Bontenbal (dal 14 agosto 2023)

#### Presidente[10]
- Piet Steenkamp (23 giugno 1973 – 11 ottobre 1980)
- Piet Bukman (11 ottobre 1980 – 14 luglio 1986)
- Wim van Velzen (31 gennaio 1987 – 7 marzo 1994)
- Tineke Lodders (7 marzo 1994 – 4 febbraio 1995)
- Hans Helgers (4 febbraio 1995 – 27 febbraio 1999)
- Marnix van Rij (27 febbraio 1999 – 10 ottobre 2001)
- Bert de Vries (10 ottobre 2001 – 2 novembre 2002)
- Marja van Bijsterveldt (2 novembre 2002 – 22 febbraio 2007)
- Peter van Heeswijk (2 giugno 2007 – 10 giugno 2010)
- Henk Bleker (10 giugno 2010 – 14 ottobre 2010)
- Liesbeth Spies (1º novembre 2010 – 2 aprile 2011)
- Ruth Peetoom (2 aprile 2011 – 9 febbraio 2019)
- Rutger Ploum (9 febbraio 2019 – 19 marzo 2021)
- Marnix van Rij (3 aprile 2021 – 11 dicembre 2021)
- Hans Huibers (dall'11 dicembre 2021)

### Presidenti dei gruppi parlamentari

#### Eerste Kamer[11]
- Johan van Hulst (8 giugno 1977 – 10 giugno 1981)
- Jan Christiaanse (10 giugno 1981 – 25 ottobre 1988)
- Ad Kaland (25 ottobre 1988 – 1º gennaio 1994)
- Luck van Leeuwen (1º gennaio 1994 – 8 giugno 1999)
- Gerrit Braks (8 giugno 1999 – 2 ottobre 2001)
- Yvonne Timmerman-Buck (2 ottobre 2001 – 17 giugno 2003)
- Jos Werner (1º luglio 2003 – 7 giugno 2011)
- Elco Brinkman (7 giugno 2011 – 11 giugno 2019)
- Ben Knapen (11 giugno 2019 – 24 settembre 2021)
- Niek Jan van Kesteren (dal 28 settembre 2021)

#### Tweede Kamer[12]
- Dries van Agt (8 giugno 1977 – 19 dicembre 1977)
- Willem Aantjes (19 dicembre 1977 – 7 novembre 1978)
- Ruud Lubbers (7 novembre 1978 – 10 giugno 1981)
- Dries van Agt (10 giugno 1981 – 24 agosto 1981)
- Ruud Lubbers (24 agosto 1981 – 4 novembre 1982)
- Bert de Vries (4 novembre 1982 – 3 giugno 1986)
- Ruud Lubbers (3 giugno 1986 – 14 luglio 1986)
- Bert de Vries (14 luglio 1986 – 14 settembre 1989)
- Ruud Lubbers (14 settembre 1989 – 7 novembre 1989)
- Elco Brinkman (7 novembre 1989 – 16 agosto 1994)
- Enneüs Heerma (16 agosto 1994 – 27 marzo 1997)
- Jaap de Hoop Scheffer (27 marzo 1997 – 1º ottobre 2001)
- Jan Peter Balkenende (1º ottobre 2001 – 11 luglio 2002)
- Maxime Verhagen (11 luglio 2002 – 30 gennaio 2003)
- Jan Peter Balkenende (30 gennaio 2003 – 21 maggio 2003)
- Maxime Verhagen (21 maggio 2003 – 30 novembre 2006)
- Jan Peter Balkenende (30 novembre 2006 – 9 febbraio 2007)
- Maxime Verhagen (9 febbraio 2007 – 22 febbraio 2007)
- Pieter van Geel (22 febbraio 2007 – 17 giugno 2010)
- Maxime Verhagen (17 giugno 2010 – 14 ottobre 2010)
- Sybrand van Haersma Buma (14 ottobre 2010 – 21 maggio 2019)
- Pieter Heerma (21 maggio 2019 – 31 marzo 2021)
- Wopke Hoekstra (31 marzo 2021 – 10 gennaio 2022)
- Pieter Heerma (dal 10 gennaio 2022)

## Risultati elettorali
| Elezione         | Voti      | %     | Seggi    |
| ---------------- | --------- | ----- | -------- |
| Legislative 1977 | 2.652.278 | 31,89 | 49 / 150 |
| Europee 1979     | 2.017.743 | 35,60 | 10 / 25  |
| Legislative 1981 | 2.677.259 | 30,81 | 48 / 150 |
| Legislative 1982 | 2.420.441 | 29,39 | 45 / 150 |
| Europee 1984     | 1.590.218 | 30,02 | 8 / 25   |
| Legislative 1986 | 3.172.918 | 34,59 | 54 / 150 |
| Legislative 1989 | 3.140.502 | 35,51 | 54 / 150 |
| Europee 1989     | 1.814.107 | 34,60 | 10 / 25  |
| Legislative 1994 | 1.996.418 | 22,23 | 34 / 150 |
| Europee 1994     | 1.271.855 | 30,77 | 10 / 31  |
| Legislative 1998 | 1.581.053 | 18,37 | 29 / 150 |
| Europee 1999     | 954.898   | 26,94 | 9 / 31   |
| Legislative 2002 | 2.653.723 | 27,93 | 43 / 150 |
| Legislative 2003 | 2.763.480 | 28,62 | 44 / 150 |
| Europee 2004     | 1.164.431 | 24,43 | 7 / 27   |
| Legislative 2006 | 2.608.573 | 26,51 | 41 / 150 |
| Europee 2009     | 913.233   | 20,05 | 5 / 25   |
| Legislative 2010 | 1.281.886 | 13,61 | 21 / 150 |
| Legislative 2012 | 801.620   | 8,51  | 13 / 150 |
| Europee 2014     | 721.766   | 15,18 | 5 / 26   |
| Legislative 2017 | 1.301.796 | 12,38 | 19 / 150 |
| Europee 2019     | 669.555   | 12,18 | 4 / 26   |
| Legislative 2021 | 990.601   | 9,50  | 15 / 150 |
| Legislative 2023 | 344.926   | 3,31  | 5 / 150  |